# Here Come the Lords
Here Come The Lords — дебютный студийный альбом группы Lords of the Underground, выпущенный в 1993 году, продюсированный Marley Marl и K-Def, диск поднялся на 66-ю строчку Billboard 200 и на 13-е место в Top R&B/Hip-Hop Album.

## Об альбоме
Поразив всех своими синглами, LOTUG поднимается на строчки хит парада в США. Такие синглы, как «Chief Rocka», «Here Come The Lords» (Заглавная композиция альбома), «Funky Child», «Flow On (New Symphony)» и «Psycho», записанный ещё в 1992 году. На треки, «Funky Child», «Chief Rocka», «Psycho», «Check It (Remix)» и «Here Come The Lords» были сняты видео. Сингл «Chief Rocka» занял первую позицию в чате «Hot Rap Single», а также видео к этой композиции показывали в России, на канале MTV.

## Список композиций
1. «Here Come the Lords» — 4:18
2. «From da Bricks» — 4:20
3. «Funky Child» — 4:31
4. «Keep It Underground» — 4:08
5. «Check It» (Remix) — 4:24
6. «Grave Digga» — 4:06
7. «Lords Prayer» — 4:30
8. «Flow On (New Symphony)» — 4:25
9. «Madd Skillz» — 4:03
10. «Psycho» — 4:08
11. «Chief Rocka» — 4:07
12. «Sleep for Dinner» (Remix) — 5:16
13. «L.O.T.U.G. (Lords of the Underground)» — 4:26
14. «Lord Jazz Hit Me One Time (Make It Funky)» — 2:46
15. «What’s Goin’ On» — 3:38